# (5060) Yoneta
(5060) Yoneta est un astéroïde de la ceinture principale.

## Description
(5060) Yoneta est un astéroïde de la ceinture principale. Il fut découvert le 24 janvier 1988 à Kushiro par Seiji Ueda et Hiroshi Kaneda. Il présente une orbite caractérisée par un demi-grand axe de 2,61 UA, une excentricité de 0,19 et une inclinaison de 2,0° par rapport à l'écliptique.

## Compléments